# 秦艺源
秦艺源（1973年2月14日—），广西南宁人，中国羽毛球女子运动员，曾奪得1996和2000年夏季奧林匹克運動會羽毛球女子雙打比賽銅牌，其後退役，現為中国国家羽毛球队二队女双组教练。